# Boolarra
Boolarra is een plaats in de Australische deelstaat Victoria en telt 1119 inwoners (2006).